# Iskandar Safa
Iskandar Safa (Beirut, 3 de abril de 1955-Mougins, 29 de enero de 2024) fue un hombre de negocios francés de origen  libanés. Junto con su hermano Akram Safa, fue el propietario de Privinvest Holding, un importante grupo internacional de construcción naval. Además de esto, Iskandar Safa y su hermano Akram controlan, a través de PI Dev SAL, la compañía francesa FIMAS SA, especializada en el desarrollo y administración de propiedades inmobiliarias en el sur de Francia.

## Biografía

### Juventud
Safa nació en Beirut en 1955 en el seno de una familia  cristiana maronita. A finales de la década de 1970, Safa se matriculó en la Universidad Americana de Beirut, donde se graduó con una licenciatura en ingeniería civil. Dejó el Líbano para convertirse en ingeniero civil júnior en los Estados Unidos, y luego se mudó a Francia, donde en 1982 se graduó con un MBA de INSEAD en Fontainebleau.

### Carrera
Desde 1978 hasta 1981, Iskandar Safa administró la construcción de un aeropuerto militar en Riad (Arabia Saudita). (Esta no es una afirmación precisa: durante este período, y un poco más tarde, estuvo trabajando como ingeniero de sitio para el INECC en el King Proyecto de la Academia Militar Abdulaziz en Salbukh, cerca de Riad).
En 1986, se convirtió en presidente de Triacorp International. El 19 de enero de 2005 renunció a la presidencia del comité directivo de la compañía a favor de Eric Giardini.
Durante la década de 1990, Iskandar y su hermano Akram fundaron Privinvest, una compañía de construcción naval especializada en embarcaciones y megayates comerciales y navales.
En 1992, fue elegido por el CIRI (Comité Interministériel de Reestructuración Industrial) para comprar las Construcciones Mécaniques de Normandie (CMN) en Cherbourg y logró dar la vuelta al astillero de construcción naval que se enfrentaba con serias dificultades en ese momento. El CMN se convirtió en una empresa francesa afiliada a Privinvest Group. Iskandar Safa fue el principal accionista de CMN. También fue presidente del consejo del Grupo FIMAS que posee transportistas de mármol en la ciudad de Saint-Pons-de-Thomières ubicada en Herault, Francia, también llamada Marbres de France.
En 2007, Iskandar Safa participó en la creación del sitio de construcción naval de Abu Dhabi Mar con Al Aïn International y se convirtió en director ejecutivo. Más tarde, en 2011, Privinvest compró las acciones de Al Aïn International.
El 1 de marzo de 2018, el Gobierno alemán excluyó de la licitación un consorcio alemán formado por ThyssenKrupp y Luerssen para la construcción del buque de guerra multiusos MKS 180 en beneficio de GNY (German Naval Yards), perteneciente al grupo Prinvinvest, y el astillero holandés Damen.
Se le consideró en vida como una de las personas más ricas del Líbano.

### Otros mandatos
En 2011, Iskandar Safa fue nombrado vicepresidente no ejecutivo del comité directivo de Marfin Investment Group, una sociedad de cartera que cotiza en la bolsa de valores de Atenas.